# Alvíss

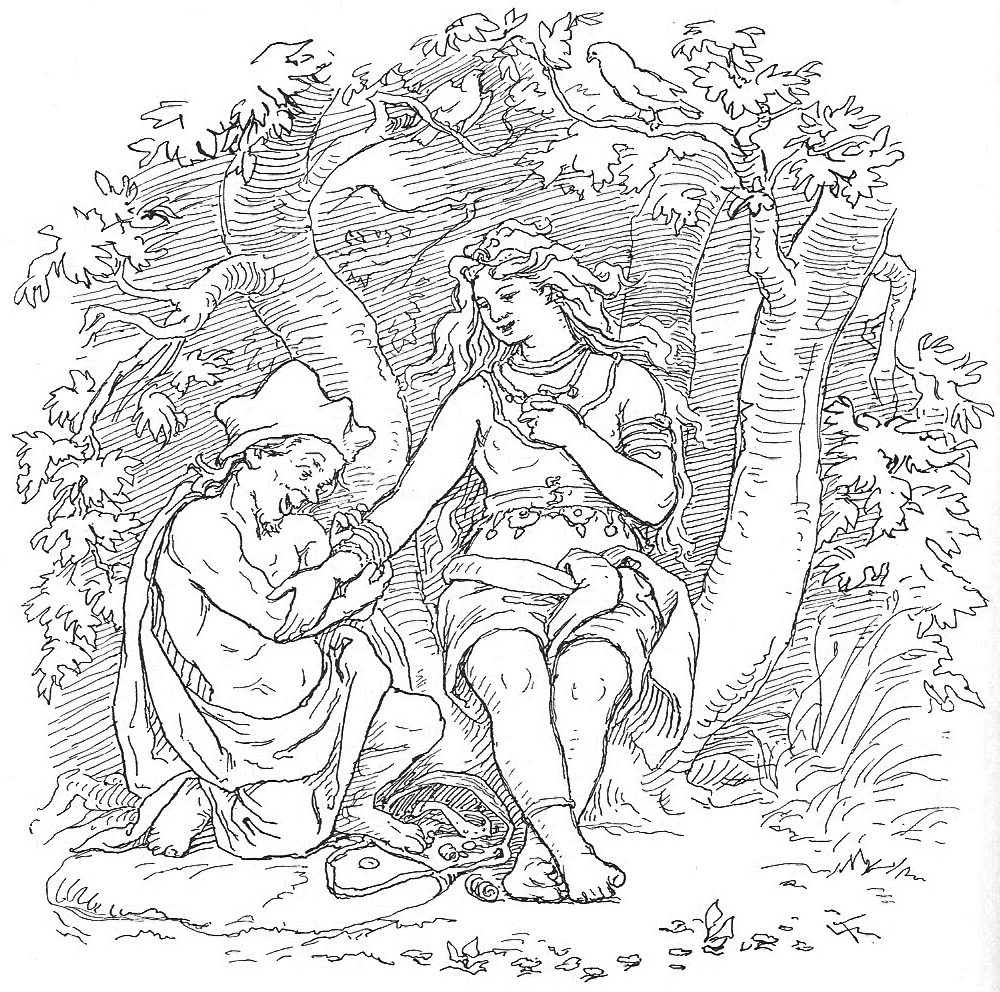
Alvíss coloca un anillo en el brazo de Þrúðr. Ilustración de Lorenz Frølich (1895).

Alvíss (del nórdico antiguo, todo sabiduría) era un enano de la mitología nórdica. Es mencionado en las Eddas en relación con Þrúðr, la hija de Thor con Sif, la cual le fue prometida a Alvíss durante la ausencia del dios. A su regreso Thor diseñó un plan para evitar que este se casara con ella. Le dijo que por su pequeño tamaño tenía que probar su sabiduría, lo cual Alvíss aceptó y Thor hizo durar las pruebas de adivinanzas hasta que amaneció --todos los enanos se petrifican cuando son expuestos a la luz solar-- por lo que Thrud permaneció sin casarse.